# 112ª Brigata di difesa territoriale
La 112ª Brigata autonoma di difesa territoriale (in ucraino 112-та окрема бригада територіальної оборони?, 112-ta okrema bryhada terytorial'noї oborony, unità militare А7040) è la principale unità delle Forze di difesa territoriale dell'Ucraina della città di Kiev, subordinata al Comando operativo "Nord" delle Forze terrestri.

## Storia
Il 20 dicembre 2017 si è svolta la prima riunione fra i funzionari della città di Kiev e del Commissariato militare regionale per la preparazione alla creazione della brigata cittadina di difesa territoriale. L'unità è stata effettivamente creata nel settembre 2018, e comprende circa 4000 riservisti. Fra il 13 e il 19 maggio 2019 si sono svolte le esercitazioni annuali della brigata, richiamando sia militari in congedo che volontari.
L'unità è stata mobilitata in seguito all'invasione russa dell'Ucraina del 2022, ed è stata impiegata in combattimento durante la difesa della capitale. Militari della brigata hanno distrutto diversi veicoli russi, fra cui due carri armati, presso il villaggio di Skybym (distretto di Brovary) utilizzando il sistema missilistico Stugna-P. L'unità ha anche preso parte alla difesa di Hostomel', Buča e Irpin'. Ad aprile il suo 241º Battaglione è stato distaccato per diventare il nucleo della nuova 241ª Brigata di difesa territoriale, reclutata anch'essa nella città di Kiev. A giugno la Brigata è stata rischierata nell'Ucraina orientale, dove ha preso parte alla fase finale della battaglia di Sjevjerodonec'k, venendo schierata in città il 23 giugno per coprire la ritirata delle altre unità ucraine verso Lysyčans'k. In seguito ha mantenuto la posizione lungo la nuova linea difensiva nell'oblast' di Donec'k. Il 27 agosto 2022 ha ricevuto la bandiera di guerra da parte del comandante in capo delle Forze armate ucraine Valerij Zalužnyj. A settembre la brigata ha preso parte alla controffensiva ucraina nella regione di Charkiv, coprendo in seguito le retrovie del fronte nell'area di Kup"jans'k. Nel mese di dicembre è stata trasferita a Bachmut per contribuire alla difesa della città dall'intensificarsi degli assalti russi. Il 28 luglio 2023 è stata insignita da parte del presidente ucraino Volodymyr Zelens'kyj del titolo onorifico "Per il Valore e il Coraggio".

## Struttura
- Comando di brigata[12]
- 11º Battaglione operazioni speciali (Kiev, unità militare А4100)[13]
- 55º Battaglione operazioni speciali (Kiev, unità militare A4575)
- 126º Battaglione di difesa territoriale (Distretto di Darnycja, unità militare А7292)[14]
- 127º Battaglione di difesa territoriale (Distretto della Desna, unità militare А7293)[15]
- 128º Battaglione di difesa territoriale (Distretto del Dnipro, unità militare А7294)[16]
- 129º Battaglione di difesa territoriale (Distretto di Obolon, unità militare А7295)[17]
- 131º Battaglione di difesa territoriale (Distretto di Svjatošyn, unità militare А7297)[18]
- 244º Battaglione di difesa territoriale (Distretto di Obolon, unità militare А4347)[19]
- Compagnia sistemi senza pilota "Riders"
- Unità di supporto

## Comandanti
- Tenente colonnello Mykola Bilosvit (2018 - 2021)[20]
- Tenente colonnello Bohdan Maškovs'kyj (2021)[21] ad interim
- Maggiore Serhij Husačenko (2021- febbraio 2022)[22] ad interim
- Colonnello Oleksandr Pavlij (febbraio 2022 - settembre 2023)[23]
- Colonnello Vladyslav Kosenko (settembre 2023 - in carica)[24]